# Chřástalcovití
Chřástalcovití (Heliornithidae) je čeleď krátkokřídlých ptáků, kteří se vyskytují v tropických a subtropických oblastech Afriky, Ameriky a Asie. Jedná se o středně velké ptáky se sytě zbarvenými zobáky a nohama, světlou spodinou a hnědou horní částí těla, hlavu zdobí nápadná pruhovaná maska. Stanoviště chřástalců tvoří hustě zarostlé vodní toky a jejich břehy.

## Systematika
Chřástalcovití náleží do řádu krátkokřídlých (Gruiformes). Jejich sesterskou skupinou jsou Sarothruridae. Čeleď chřástalcovitých zahrnuje 3 druhy ve 3 rodech:
- Podica Lesson, 1831
  - Podica senegalensis (Vieillot, 1817) – chřástalec africký
- Heliopais Sharpe, 1893
  - Heliopais personatus (G.R. Gray, 1849) – chřástalec maskový
- Heliornis Bonnaterre, 1791
  - Heliornis fulica (Boddaert, 1783) – chřástalec malý

## Popis

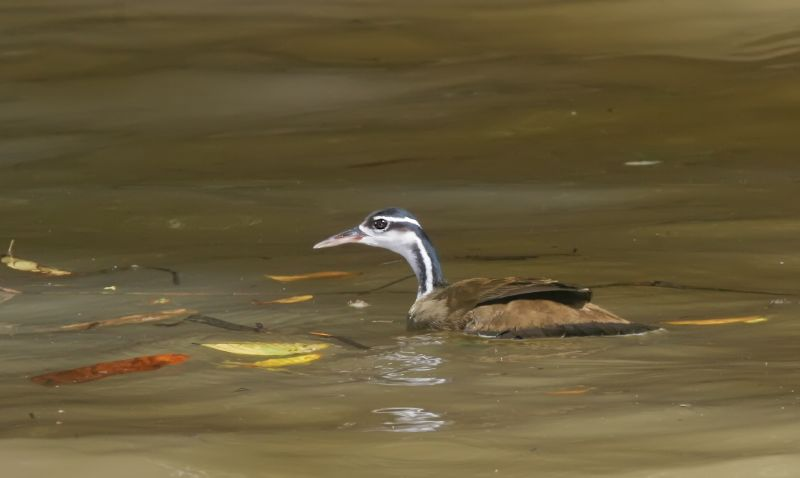
Chřástalovec malý

Chřástalcovití mají štíhlé tělo s dlouhým krkem a špičatým dýkovitým zobákem. Délka těla se pohybuje mezi 26–59 cm, váha mezi 120–880 g. Krátké nohy jsou sytě zbarvené – u chřástalovce afrického oranžové, u chřástalovce maskového hráškově zelené a u chřástalovce malého žluté s černými pruhy. Opeření na horní části těla je převážně hnědé, na spodině převažuje bílá (u chřástalovce afrického je hnědě pruhovaná). Nápadné je světlo-tmavé pruhování hlavy. U všech druhů se objevuje pohlavní dimorfismus ve vzorech opeření na hlavě a na krku. Po stranách prstů se nachází kožní lemy, které pomáhají ptákům v efektivnějším plavání.

## Biologie

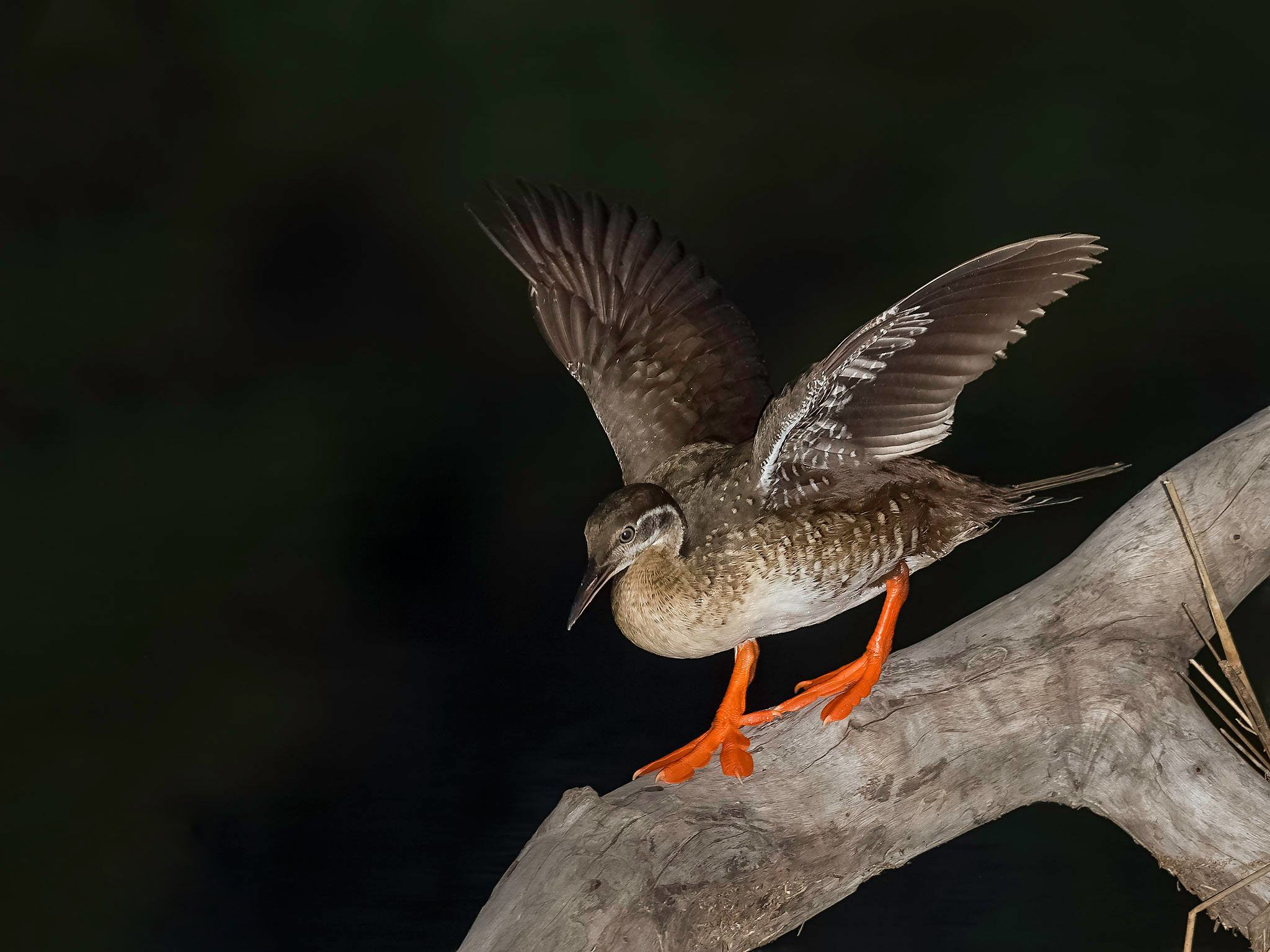
Chřástalovec africký s patrnými kožními laloky po stranách prstů

Jedná se o samotářské, velmi plaché vodní ptáky. Následkem jejich plaché povahy a skrytého způsobu života není známo o jejich biologii příliš mnoho informací. Nejčastěji jsou k zahlédnutí na vodě, v případě vyrušení vystupují na břeh po kořenech či větvích stromů sklánějících se k vodní hladině. V případě větší hrozby mohou i vzlétnout. Hřadují na stromech těsně u vodní hladiny, v případě vyrušení se snesou na vodu. U samce chřástalovců malých se pod každým křídlem nachází malá kožovitá kapsa, ve které samec může přenášet ptáčata. To je mezi ptáky zcela unikátní. U chřástalovce afrického se zase v každém lemu křídla vyvíjí dráp, který mu pomáhá lézt po stromech (podobný dráp má i zcela nepříbuzný hoacin chocholatý).
Potravu chřástalovců tvoří hmyz, měkkýši, korýši, malí obratlovci (žáby, pulci, rybky) a malé množství semínek a listů. Potravu sbírá zejména z vodní hladiny, potápí se jen výjimečně. Chřástalovci jsou patrně monogamní. Mělké hnízdo z větví, rákosin a roští je stavěno na větvích, které vyčnívají nad vodu. Zatímco snůška chřástalovce afrického a chřástalovce malého čítá pouze 1–3 vejce, chřástalovec maskový klade 5–7 vajec. Jak stavba hnízda, tak rodičovská péče je sdílena oběma partnery. To, zda inkubuje samec či samice, záleží na druhu.

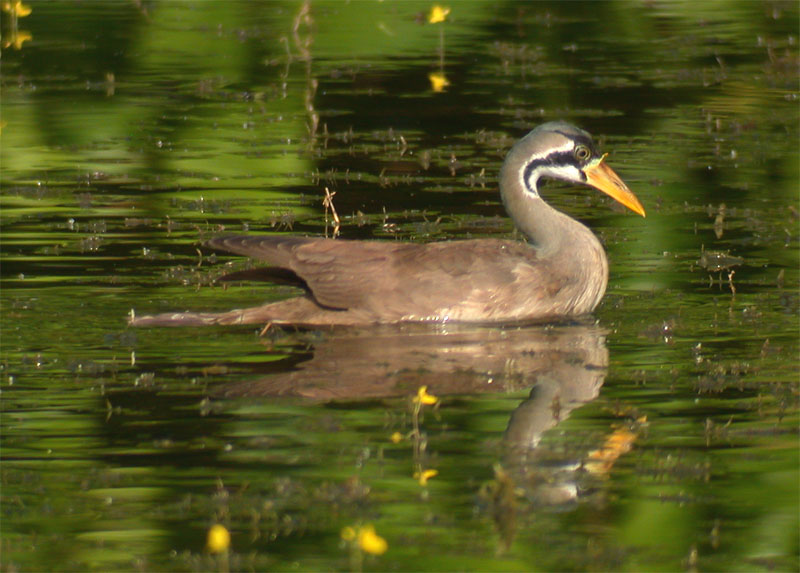
Chřástalovec maskový

## Výskyt
Chřástalovci se vyskytují v tropických až subtropických oblastech. Jejich biotop tvoří hustě zarostlé vodní plochy různého typu od řek po pobřežní laguny. K typické vegetaci spojované s biotopem chřástalovců patří mangrovy, rákosiny, husté deštné pralesy a různé druhy trav. Areály výskytu jednotlivých druhů jsou od sebe geograficky značně vzdáleny. Chřástalovec malý obývá Ameriku, chřástalovec maskový je druhem jižní a jihovýchodní Asie a chřástalovec africký se vyskytuje v Africe.

## Ohrožení
Ohrožený je hlavně chřástalovec maskový, jehož populace se neustále zmenšuje následkem úbytku habitatu (těžba dřeva, stavba přehrad), fragmentace krajiny a lovu a sběru vajec člověkem.